# Тетрадь смерти: Свет нового мира
«Тетра́дь сме́рти: Свет но́вого ми́ра (англ. Death Note: Light Up the New World) — японский фильм 2016 года, основанный на манге Цугуми Обы и Такэси Обаты, сиквел фильмов «Тетрадь смерти» и «Тетрадь смерти: Последнее имя». Перед выходом фильма был выпущен мини-сериал «Тетрадь смерти: Новое поколение».

## Сюжет
10 лет назад появился таинственный Кира, который карал преступников силой мистического артефакта — тетради смерти. Величайший детектив в мире L бросил ему вызов и выиграл, но ценой своей жизни.
И вот теперь в мире снова объявился владелец его силы, а вскоре выясняется, что тетрадей смерти целых шесть.
Охоту за владельцами тетрадей начинают вновь собранная японская группа расследования дела Киры, Юки Сиэн, кибертеррорист и последователь оригинального Киры, а также Рюдзаки, истинный наследник L.

## В ролях
| Актёр             | Роль                                                                       |
| ----------------- | -------------------------------------------------------------------------- |
| Масахиро Хигаcидэ | детектив Цукуру Мисима / Рио Накагами лидер группы расследования дела Киры |
| Соскэ Икэмацу     | Рюдзаки истинный наследник L                                               |
| Масаки Суда       | Юки Сиэн кибертеррорист и поклонник Киры                                   |
| Эрика Тода        | Миса Аманэ бывшая вторая Кира и невеста покойного Лайта Ягами              |
| Рина Кавай        | Сакура Аой обладательница тетради смерти и массовая убийца                 |
| Мина Фудзи        | Сё Нанасэ единственная женщина-член целевой группы расследования дела Киры |
| Сота Аояма        | детектив Тота Мацуда                                                       |
| Эитиро Фунакоси   | судья Кэнъити Микурия обладатель тетради смерти                            |
| Накамура Сидо II  | бог смерти Рюк (озвучка)                                                   |
| Миюки Савасиро    | бог смерти Арма (озвучка)                                                  |
| Тори Мацудзака    | бог смерти Бэпо (озвучка)                                                  |
| Кэнъити Мацуяма   | величайший детектив в мире L (камео)                                       |
| Тацуя Фудзивара   | серийный убийца преступников Кира (камео)                                  |
| Кэнсэй Миками     | прокурор Тэру Миками хранитель Хикари Ягами                                |

## Маркетинг
Кроме фильма, новые боги смерти — Арма и Бэпо, а также Рюк, в рамках маркетинга перед выходом фильма Death Note Light Up The World, появились в клипе «Fighter» певицы Нами Амуро.
А Рюк к тому же в клипе «Dear Diary» той же певицы.
Кроме того Рюк появился в ролике-пародии на клип Pen-Pineapple-Apple-Pen, в качестве рекламы фильма Death Note Light Up The World.

## Критика
Рецензия Variety называет «смутно-эдипальные» отношения Рюдзаки и Армы одним из наиболее интересных моментов фильма. Также рецензент похвалила CGI богов смерти, давший им больше индивидуальности, чем у персонажей-людей.
Критик с сайта Cabanadoleitor хвалит компьютерную графику синигами в фильме «Тетрадь смерти: Свет нового мира», в том числе и Бэпо, называя её пугающе потрясающей.